# Myopias darioi
Myopias darioi (лат.) — вид муравьёв рода Myopias (Formicidae) из подсемейства понерины (Ponerinae). Вид назван в честь трагически погибшего в автокатастрофе молодого мирмеколога Dario D’Eustacchio (бакалавра из University of Rome).

## Распространение
Юго-Восточная Азия, Малайзия (Сабах).

## Описание
Среднего размера муравьи (около 0,5 см) красновато-коричневого цвета (самки буровато-чёрные). Самцы желтоватые (голова и передняя часть груди) и коричневые (боковые и задние части груди, стебелёк и брюшко). 
Отличается следующими признаками: глаза у рабочих мелкие и состоят из 1-5 омматидиев, размеры мелкие для своего рода (общая длина тела рабочих TL от 4,31 до 5,43 мм, ширина головы HW от 0,72 до 0,83 мм). Самки крупнее, длина их тела до 6 мм, а самцы мельче (от 3,55 до 3,83 мм). Жевательный край мандибул рабочих с 4 зубцами, тело гладкое и блестящее. Формула щупиков рабочих 2,3; у самцов 5,3. Длина взрослых личинок до 2,6 мм
Усики 12-члениковые. Мандибулы узкие и длинные, с клипеусом не соприкасаются, когда закрыты. Глаза самок расположены в передней боковой половине головы. Жвалы прикрепляются в переднебоковых частях передней поверхности головы. Медиальный клипеальный выступ прямой. Стебелёк между грудкой и брюшком состоит из одного членика (узловидного петиолюса) с округлой верхней частью. Брюшко с сильной перетяжкой на IV сегменте. Коготки задних ног простые, без зубцов на их внутренней поверхности. Голени задних ног с двумя шпорами (одной крупной гребневидной и другой простой и мелкой). Жало развито. Вид был впервые описан в 2015 году мирмекологами Probst R.S. (Museu de Zoologia, Universidade de São Paulo, Сан-Пауло, Бразилия)  и Boudinot B.E. (University of California, Davis, Калифорния, США) по рабочим особям, самцам и самкам.